# Georges Deflandre
Georges Deflandre (* 18. März 1897 in Magenta; † 17. Juni 1973 in Paris) war ein französischer Pionier der Mikropaläontologie und Botaniker. Sein botanisch-mykologisches Autorenkürzel lautet „Deflandre“.
Deflandre wurde 1916 an der Universität Paris in Botanik promoviert, wobei er sich zunächst mit Algen beschäftigte. Ab 1928 wechselte er zur Paläontologie, als er Mitglied der paläontologischen Abteilung am Muséum national d’histoire naturelle in Paris wurde. Er befasste sich insbesondere mit Mikrofossilien aus französischen Flintsteinen (wie Dinoflagellaten), aber auch mit Pollen und anderen Mikrofossilien. Er war außerdem Experte für mikroskopische Verfahren und wandte 1953 als einer der ersten in Frankreich Elektronenmikroskopie in der Paläontologie an.
Er war Maitre de Recherches des CNRS und Direktor des Labors für Mikropaläontologie an der École pratique des hautes études in Paris und Professor am Muséum National d’Histoire Naturelle.
1966 wurde er korrespondierendes Mitglied der Académie des sciences, und er war seit 1963 Mitglied der Leopoldina. Seine Frau Marthe Deflandre-Rigaud (1902–1987) war ebenfalls promovierte Paläontologin, die auch mit ihm publizierte und ebenfalls Mitglied der Leopoldina war. Ihr botanisch-mykologisches Autorenkürzel lautet „M.Deflandre“.
Ab 1943 war er Herausgeber des Fichier Micropaleontologie Generale.

## Schriften
- La Vie créatrice de roches, 1942 (populärwissenschaftlich)
- Abschnitt Protisten in J. Piveteau Traité de paléontologie, 1952